# Rainer Fetting

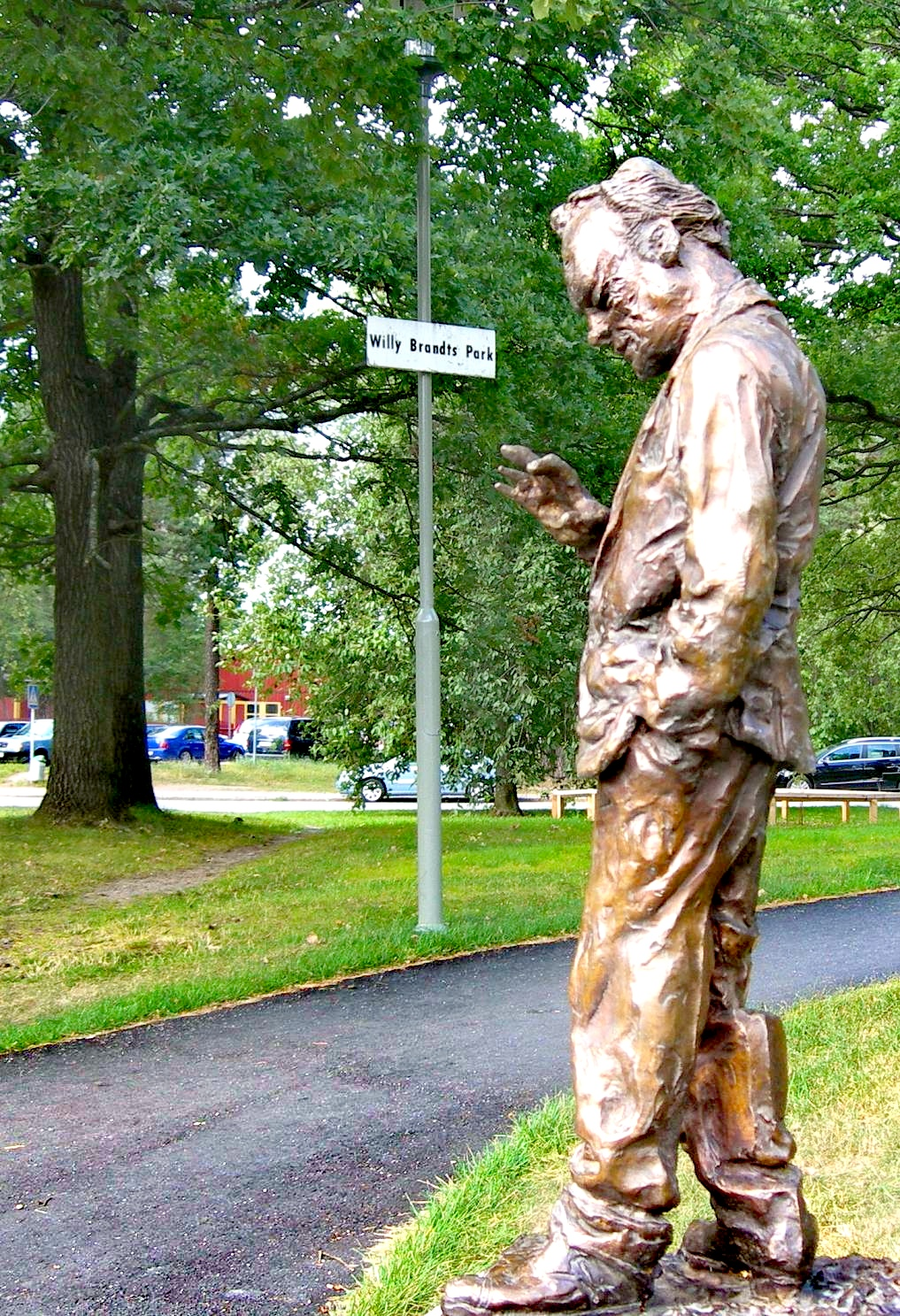
Escultura de Fetting en el Willy–Brandt-Park de Estocolmo.

Rainer Fetting (Wilhelmshaven, 31 de diciembre de 1949) es un pintor y escultor neoexpresionista alemán. 
Estudió en Berlín, entre 1972 y 1978. En 1977 fundó la Galerie am Moritzplatz de Berlín, junto con Middendorf, Salomé y Bernd Zimmer. Tras un viaje a Nueva York en 1978 empieza a emplear colores más brillantes, con una pincelada más dinámica. Su obra, profundamente emocional, está influida por Kirchner y Van Gogh. 
Fetting se inspira en la realidad cotidiana que lo envuelve, aunque sin reproducirla fielmente. Sólo le interesan determinados elementos figurativos -sobre todo el cuerpo humano, destacando los rostros, con abundancia de desnudos-, que le sirven como vehículo para transmitir su estado emocional. Estas escenas quedan enfatizadas por el fuerte cromatismo que utiliza, con colores vivos, frecuentemente ácidos.
Fetting vive entre Berlín y Nueva York.